# Hughes (priimek)
Hughes je priimek več oseb:
- Archibald Cecil Hughes, britanski general
- Basil Perronet Hughes, britanski general
- Henry Bernard Wylde Hughes, britanski general
- Hugh Llewelyn Glyn Hughes, britanski general
- Ivor Thomas Percival Hughes, britanski general
- Alexander Minto Hughes, bolj znan pod psevdonimom Judge Dread, angleški ska in reggae glasbenik (1945—1998)
- Andrew Hughes, ime več znanih oseb
- Charles Frederick Hughes, ameriški admiral (1866—1934)
- David Edward Hughes, angleški inženir in fizik (1831—1900)
- Eduardo Hughes Galeano, urugvajski novinar in pisatelj (1940–2015)
- Emlyn Hughes, angleški nogometaš, trener, televizijski voditelj in poslovnež (1947—2004)
- Geoffrey Forrest Hughes, avstralski častnik in pilot (1895—1951)
- Howard Hughes, ameriški letalec, industrialec, filmar, ekscentrik in filantrop (1905—1976)
- James Langston Hughes, afroameriški pisatelj (1902—1967)
- James Hughes (sociolog) - James Haward Taylor, ameriški sociolog in bioetik
- Mary Beth Hughes, ameriška filmska igralka (1919—1995)
- Roddy Hughes, britanski gledališki in filmski igralec (1891—1970)
- Ted Hughes, britanski pesnik in pisatelj (1930—1998)